# Seattle Sounders FC 2020
Questa voce raccoglie le informazioni riguardanti il Seattle Sounders Football Club nelle competizioni ufficiali della stagione 2020.

## Organico

### Rosa 2020
Aggiornata al 10 settembre 2020.
| N. |                        | Ruolo | Calciatore      |
| -- | ---------------------- | ----- | --------------- |
| 1  | Stati Uniti (bandiera) | P     | Trey Muse       |
| 3  | Ecuador (bandiera)     | D     | Xavier Arreaga  |
| 4  | Svezia (bandiera)      | C     | Gustav Svensson |
| 5  | Camerun (bandiera)     | D     | Nouhou Tolo     |
| 6  | Brasile (bandiera)     | C     | João Paulo      |
| 7  | Stati Uniti (bandiera) | C     | Cristian Roldan |
| 8  | Martinica (bandiera)   | C     | Jordy Delem     |
| 9  | Perù (bandiera)        | A     | Raúl Ruidíaz    |
| 10 | Uruguay (bandiera)     | C     | Nicolás Lodeiro |
| 11 | Stati Uniti (bandiera) | C     | Miguel Ibarra   |
| 13 | Stati Uniti (bandiera) | A     | Jordan Morris   |
| 16 | Stati Uniti (bandiera) | D     | Alex Roldan     |
| 17 | Stati Uniti (bandiera) | A     | Will Bruin      |

| N. |                              | Ruolo | Calciatore           |
| -- | ---------------------------- | ----- | -------------------- |
| 18 | Suriname (bandiera)          | D     | Kelvin Leerdam       |
| 24 | Svizzera (bandiera)          | P     | Stefan Frei          |
| 27 | Stati Uniti (bandiera)       | D     | Shane O'Neill        |
| 28 | Colombia (bandiera)          | D     | Yeimar Gómez Andrade |
| 30 | Stati Uniti (bandiera)       | P     | Stefan Cleveland     |
| 33 | Trinidad e Tobago (bandiera) | D     | Joevin Jones         |
| 37 | Stati Uniti (bandiera)       | C     | Shandon Hopeau       |
| 45 | Stati Uniti (bandiera)       | C     | Ethan Dobbelaere     |
| 70 | Kenya (bandiera)             | C     | Handwalla Bwana      |
| 75 | Stati Uniti (bandiera)       | C     | Danny Leyva          |
| 84 | Stati Uniti (bandiera)       | C     | Josh Atencio         |
| 99 | Stati Uniti (bandiera)       | A     | Justin Dhillon       |